# Стрикландов дятел
Стрикландов дятел (лат. Leuconotopicus stricklandi) — вид птиц семейства дятловых. Подвидов не выделяют. Эндемик Мексики.
Видовое название дано в честь английского орнитолога и систематика 
Хью Эдвина Стрикленда (англ.  Hugh Edwin Strickland; 1811—1853).

## Описание
Стрикландов дятел — небольшой дятел длиной примерно 20 см с преимущественно коричневым и белым оперением. Верхняя часть спины коричневого цвета, туловище более тёмное.
Лоб и макушка черновато-коричневые. У самцов затылок красный, а у самок — черновато-коричневый. Кроющие ушей и уздечка тёмно-коричневые. Подбородок и горло белого цвета с серыми пятнами. Нижняя сторона тела белого цвета с коричневыми пятнами. Обычно на крыльях есть три белые полосы, а на лице — две белые полосы, которые соединяются с ещё одной полосой на шее. Клюв длинный, прямой, с зубчатым кончиком, черноватый, более светлый у основания и на нижней части. Радужная оболочка тёмно-коричневая. Ноги зеленовато-серые.

## Биология
Стрикландов дятел питается насекомыми, а также фруктами и семенами. Чаще всего этот вид не долбит древесину, а использует клюв или пальцы ног, чтобы отрывать рыхлые куски коры с деревьев с грубой корой, таких как сосны или дубы; часто располагается вверх ногами.
Сезон размножения, вероятно, продолжается с марта по июль. Гнездо выдабливается в сухостое и выстилается внутри древесной стружкой. В кладке 2—4 яйца. Продолжительность инкубационного периода и другие особенности биологии размножения не описаны.

## Распространение и места обитания
Стрикландов дятел довольно обычен в своем ограниченном ареале. Ареал проходит узкой полосой с востока на запад в центральной Мексике от Мичоакана до Веракруса. Встречаются в сосновых и смешанных сосново-дубовых лесах на высотах от 1200 до 4100 метров над уровнем моря.